# Film e remake dello stesso regista
In questa lista sono elencati i remake di film che sono stati rifatti dallo stesso regista del film originario (l'elenco potrebbe non essere completo).
| Anno | Film originario                                      | Anno | Remake                                                                | Regista                             | Note |  |
| ---- | ---------------------------------------------------- | ---- | --------------------------------------------------------------------- | ----------------------------------- | --- |  |
| 1896 | The Egg-Laying Man                                   | 1900 | The Egg-Laying Man                                                    | Cecil M. Hepworth                   | Cortometraggi britannici del cinema delle origini. |  |
| 1904 | Peau d'Âne                                           | 1908 | Peau d'Âne                                                            | Albert Capellani                    | Versione cinematografica della fiaba di Charles Perrault. Il film del 1904 era firmato anche da Vincent Lorant-Heilbronn. |  |
| 1908 | Francesca da Rimini; or, The Two Brothers            | 1910 | Francesca da Rimini                                                   | James Stuart Blackton               | Tratti dalla tragedia di Gabriele D'Annunzio, ambedue i film sono interpretati da Florence Turner. |  |
| 1908 | Damon and Pythias                                    | 1914 | Damon and Pythias                                                     | Otis Turner                         | Prime versioni cinematografiche della storia mitologica di Damone e Pizia. |  |
| 1909 | The Black Sheep                                      | 1914 | The Good-for-Nothing                                                  | Gilbert M. 'Broncho Billy' Anderson | Commedia drammatica western. |  |
| 1910 | A Vein of Gold                                       | 1914 | Broncho Billy Evens Matters                                           | Gilbert M. 'Broncho Billy' Anderson | Cortometraggio western. |  |
| 1910 | The Devil, the Servant, and the Man                  | 1912 | The Devil, the Servant and the Man                                    | Frank Beal                          | Sceneggiato dallo stesso Beal, che ne girò un'ulteriore versione, The Devil, the Servant, and the Man nel 1916 |  |
| 1912 | Her Friend, the Doctor                               | 1916 | Her Friend, the Doctor                                                | Al Christie                         | |  |
| 1912 | The Dumb Wooing                                      | 1916 | The Dumb Wooing                                                       | Will Louis                          | La sceneggiatura di entrambi i film è di Bannister Merwin |  |
| 1913 | In a Woman's Power                                   | 1915 | The Soul of Broadway                                                  | Herbert Brenon                      | Il soggetto è dello stesso Brenon. L'interprete principale di entrambi i film è William E. Shay |  |
| 1913 | The Adventures of Kathlyn                            | 1916 | The Adventures of Kathlyn                                             | Francis J. Grandon                  | Viene usato lo stesso cast. Il primo è un serial in 13 episodi. |  |
| 1913 | Il mistero della camera gialla                       | 1919 | Il mistero della camera gialla (The Mystery of the Yellow Room)       | Émile Chautard                      | |  |
| 1913 | L'allegria dello squadrone                           | 1932 | Lo squadrone si diverte (Les Gaietés de l'escadron)                   | Maurice Tourneur                    | Versione muta e versione sonora di una commedia tratta da Georges Courteline. Nel primo film, Tourneur firma la regia insieme a Joseph Faivre |  |
| 1913 | The Three Wise Men                                   | 1916 | The Three Wise Men                                                    | Colin Campbell                      | |  |
| 1914 | Two Women                                            | 1919 | Two Women                                                             | Ralph Ince                          | Tratta da James Oliver Curwood la storia è molto simile, anche se la versione del 1919 finisce con un disastro ferroviario assente nel film del 1914. Il primo - un cortometraggio in tre rulli - fu infatti rimontato e ampliato nel 1919 per farne una versione di 50 minuti.                               |  |
| 1914 | Donna che ama                                        | 1928 | La battaglia dei sessi                                                | David W. Griffith                   | La storia è la stessa, ma la prima versione è drammatica mentre la seconda usa toni più leggeri da commedia. |  |
| 1915 | My Old Dutch                                         | 1926 | My Old Dutch                                                          | Laurence Trimble                    | La storia è tratta dal lavoro teatrale di Arthur Shirley e Albert Chevalier. |  |
| 1915 | Jewel                                                | 1923 | L'intrusa                                                             | Lois Weber                          | La storia è tratta dal romanzo Jewel: A Chapter in Her Life di Clara Louise Burnham. Nella prima versione del 1915, le regia è firmata da Lois Weber (non accreditata) e dal marito Phillips Smalley. |  |
| 1915 | The Foundling                                        | 1916 | La trovatella                                                         | John B. O'Brien                     | Il primo film venne distrutto in un incendio e la produttrice Mary Pickford decise immediatamente di rigirarlo con lo stesso cast. Il primo film aveva come co-regista Allan Dwan. |  |
| 1915 | The Golden Chance                                    | 1921 | Il frutto proibito                                                    | Cecil B. DeMille                    | I due film sono l'adattamento cinematografico di The Golden Chance, una storia scritta da DeMille e Jeanie Macpherson. |  |
| 1915 | Il Golem                                             | 1920 | Il Golem                                                              | Paul Wegener                        | Nella prima versione del 1915 Paul Wegener è affincato alla regia da Henrik Galeen, nella seconda del 1920 da Carl Boese. |  |
| 1915 | Il cavaliere senza paura                             | 1925 | Il cavaliere senza paura                                              | Giuseppe De Liguoro                 | |  |
| 1916 | Il trombettiere d'Algeri                             | 1924 | Love and Glory                                                        | Rupert Julian                       | Dal romanzo We Are French di Perley Poore Sheehan e Robert Hobart Davis |  |
| 1916 | The Ragamuffin                                       | 1925 | The Splendid Crime                                                    | William C. de Mille                 | Da una storia di deMille. Il primo film è interpretato da Blanche Sweet, il secondo da Bebe Daniels. |  |
| 1917 | Orchidea nera                                        | 1922 | Trifling Women                                                        | Rex Ingram                          | |  |
| 1917 | Kick In                                              | 1922 | Kick In                                                               | George Fitzmaurice                  | Tratti ambedue dalla commedia di William Mack |  |
| 1917 | The Cobweb                                           | 1923 | Strangling Threads                                                    | Cecil M. Hepworth                   | Tratti ambedue da The Cobweb, lavoro teatrale di Naunton Davies e Leon M. Lion |  |
| 1918 | A Man's Man                                          | 1923 | A Man's Man                                                           | Oscar Apfel                         | Dalla storia di Peter B. Kyne. |  |
| 1918 | Revelation                                           | 1924 | La Madonna delle rose                                                 | George D. Baker                     | Da The Rose Bush of a Thousand Years di Mabel Wagnalls. |  |
| 1918 | Sporting Life                                        | 1925 | Sporting Life                                                         | Maurice Tourneur                    | Entrambi basati su Sporting Life (Londra, 1897), lavoro teatrale di Cecil Raleigh e Seymour Hicks. |  |
| 1918 | The Squaw Man                                        | 1931 | Naturich la moglie indiana                                            | Cecil B. DeMille                    | Entrambi remake di The Squaw Man del 1914 girato dallo stesso DeMille insieme ad Oscar Apfel. |  |
| 1918 | Pals First                                           | 1926 | Pals First                                                            | Edwin Carewe                        | Entrambi tratti dal romanzo di Francis Perry Elliott e dal lavoro teatrale di Lee Wilson Dodd. |  |
| 1919 | Eyes of Youth                                        | 1919 | Gli amori di Sonia                                                    | Albert Parker                       | Il soggetto dei film è tratto da un lavoro teatrale di Max Marcin. |  |
| 1920 | Uomini segnati (Marked Men)                          | 1948 | In nome di Dio                                                        | John Ford                           | Remake sonoro di un film muto. Tratti entrambi dal racconto The Three Godfathers di Peter B. Kyne |  |
| 1920 | Il fuorilegge (Outside the Law)                      | 1930 | Gli uomini della notte (Outside the Law)                              | Tod Browning                        | |  |
| 1920 | The Honeypot                                         | 1921 | Love Maggy                                                            | Fred LeRoy Granville                | I due film, di produzione britannica, sono entrambi tratti dallo stesso romanzo |  |
| 1922 | The Flirt                                            | 1931 | The Bad Sister                                                        | Hobart Henley                       | Versione muta e versione sonora. I due film sono entrambi tratti dal romanzo The Flirt di Booth Tarkington |  |
| 1922 | Smilin' Through                                      | 1932 | Catene                                                                | Sidney Franklin                     | Versione muta e versione sonora. I due film sono entrambi tratti dal testo teatrale Smilin' Through |  |
| 1923 | The Wandering Jew                                    | 1933 | The Wandering Jew                                                     | Maurice Elvey                       | Versione muta e versione sonora del lavoro teatrale di E. Temple Thurston |  |
| 1923 | I dieci comandamenti                                 | 1956 | I dieci comandamenti                                                  | Cecil B. DeMille                    | |  |
| 1923 | Le sorprese del divorzio                             | 1939 | Le sorprese del divorzio                                              | Guido Brignone                      | |  |
| 1924 | Matrimonio in quattro                                | 1932 | Un'ora d'amore                                                        | Ernst Lubitsch                      | |  |
| 1924 | Secrets                                              | 1933 | Segreti                                                               | Frank Borzage                       | |  |
| 1925 | Frontiera d'anime                                    | 1929 | The Great Divide                                                      | Reginald Barker                     | Remake sonoro di un film muto andato perduto. |  |
| 1926 | Nitchevo                                             | 1936 | Nitchevo                                                              | Jacques de Baroncelli               | Remake sonoro di un film muto. |  |
| 1926 | The Bat                                              | 1930 | The Bat Whispers                                                      | Roland West                         | Remake sonoro di un film muto. Dalla commedia The Bat |  |
| 1927 | Resurrezione                                         | 1931 | Katusha                                                               | Edwin Carewe                        | Remake sonoro di un film muto. |  |
| 1927 | Il fantasma del castello                             | 1935 | I vampiri di Praga                                                    | Tod Browning                        | Remake di un film andato successivamente perduto in un incendio nel 1965. |  |
| 1928 | Dawn                                                 | 1939 | La storia d'Edith Cavell                                              | Herbert Wilcox                      | La storia dell'infermiera Edith Cavell in versione muta e in versione sonora |  |
| 1929 | L'intrusa (The Trespasser)                           | 1937 | Vivo per il mio amore (That Certain Woman)                            | Edmund Goulding                     | Da un soggetto dello stesso regista. |  |
| 1930 | Pension Schöller                                     | 1952 | Pension Schöller                                                      | Georg Jacoby                        | Dalla commedia omonima di Wilhelm Jacoby e Carl Laufs che il regista Jacoby, figlio del commediografo, portò una terza volta sullo schermo nel 1960. |  |
| 1930 | L'afferratore                                        | 1930 | Night Birds                                                           | Richard Eichberg                    | La storia di Victor Kendall viene girata in versione tedesca e inglese, ma con cast diversi. Il protagonista tedesco è Hans Albers, quello del film inglese Jack Raine |  |
| 1930 | La conquista dell'America (The Big Pond)             | 1930 | La grande mare                                                        | Hobart Henley                       | Dallo stesso lavoro teatrale, la versione USA e la versione francese girate in contemporanea dalla Paramount con i cast in parte diversi |  |
| 1930 | Due mondi (Two Worlds)                               | 1930 | Zwei Welten                                                           | Ewald André Dupont                  | Versione inglese (di 95 minuti) e versione tedesca (di 119 minuti) interpretate da due cast differenti |  |
| 1931 | Kismet                                               | 1944 | Kismet                                                                | William Dieterle                    | Dalla commedia Kismet, la versione tedesca de Il mendicante di Bagdad (film USA del 1930) e un'ulteriore versione del 1944 con Ronald Colman e Marlene Dietrich |  |
| 1932 | Baroud                                               | 1933 | Baroud                                                                | Rex Ingram e Alice Terry            | |  |
| 1932 | The Tenderfoot                                       | 1943 | An Angel from Texas                                                   | Ray Enright                         | Dalla commedia The Butter and Egg Man (1925) di George S. Kaufman. |  |
| 1933 | La figlia del reggimento                             | 1933 | La figlia del reggimento                                              | Carl Lamac                          | Versione originale tedesca e versione francese (in co-regia con Pierre Billon) |  |
| 1933 | Saison in Kairo                                      | 1933 | Idylle au Caire                                                       | Reinhold Schünzel                   | Versione tedesca e versione francese dello stesso film. Il film francese è co-diretto da Claude Heymann |  |
| 1933 | T'amerò sempre                                       | 1943 | T'amerò sempre                                                        | Mario Camerini                      | |  |
| 1933 | Signora per un giorno                                | 1961 | Angeli con la pistola                                                 | Frank Capra                         | |  |
| 1934 | Il giudice                                           | 1953 | Il sole splende alto                                                  | John Ford                           | |  |
| 1934 | L'uomo che sapeva troppo                             | 1956 | L'uomo che sapeva troppo                                              | Alfred Hitchcock                    | Cambiano l'ambientazione iniziale, dalla Svizzera al Marocco, e il finale. Da b/n a colore. |  |
| 1934 | Strettamente confidenziale                           | 1950 | La gioia della vita                                                   | Frank Capra                         | |  |
| 1934 | La famiglia Barrett (The Barretts of Wimpole Street) | 1957 | Il grande amore di Elizabeth Barrett (The Barretts of Wimpole Street) | Sidney Franklin                     | Remake a colori dell'originale in bianco e nero. |  |
| 1934 | Storia di erbe fluttuanti                            | 1959 | Erbe fluttuanti                                                       | Yasujirō Ozu                        | |  |
| 1935 | Il cappello a tre punte                              | 1955 | La bella mugnaia                                                      | Mario Camerini                      | |  |
| 1935 | Casta Diva                                           | 1954 | Casta Diva                                                            | Carmine Gallone                     | Remake a colori dell'originale in bianco e nero |  |
| 1936 | La calunnia                                          | 1961 | Quelle due                                                            | William Wyler                       | Rifatto per poter sviluppare il soggetto senza limiti di censura sul tema del lesbismo. |  |
| 1936 | Topaze                                               | 1951 | Topaze                                                                | Marcel Pagnol                       | |  |
| 1939 | Il sogno di Butterfly                                | 1954 | Madama Butterfly                                                      | Carmine Gallone                     | |  |
| 1939 | Un grande amore                                      | 1957 | Un amore splendido                                                    | Leo McCarey                         | |  |
| 1941 | Bionda fragola                                       | 1948 | Una domenica pomeriggio                                               | Raoul Walsh                         | Tratti ambedue dallo stesso lavoro teatrale, One Sunday Afternoon |  |
| 1941 | Una pallottola per Roy                               | 1949 | Gli amanti della città sepolta                                        | Raoul Walsh                         | L'ambientazione passa da gangster a western. |  |
| 1941 | Ore 9: lezione di chimica                            | 1955 | Le diciottenni                                                        | Mario Mattoli                       | |  |
| 1942 | Don Cesare di Bazan                                  | 1962 | Le sette spade del vendicatore                                        | Riccardo Freda                      | |  |
| 1942 | Stasera niente di nuovo                              | 1955 | L'ultimo amante                                                       | Mario Mattoli                       | |  |
| 1943 | Rita da Cascia                                       | 1956 | Il suo più grande amore                                               | Antonio Leonviola                   | |  |
| 1943 | Der weiße Traum                                      | 1961 | Kauf dir einen bunten Luftballon                                      | Géza von Cziffra                    | Remake a colori dell'originale in bianco e nero. |  |
| 1943 | Muhomatsu no issho                                   | 1958 | L'uomo del riksciò                                                    | Hiroshi Inagaki                     | Remake a colori dell'originale in bianco e nero. |  |
| 1953 | Hokuspokus                                           | 1966 | Hokuspokus oder: Wie lasse ich meinen Mann verschwinden...?           | Kurt Hoffmann                       | Remake a colori dell'originale in bianco e nero. |  |
| 1956 | Piace a troppi                                       | 1988 | E Dio creò la donna                                                   | Roger Vadim                         | |  |
| 1956 | L'arpa birmana                                       | 1985 | Biruma no tategoto                                                    | Kon Ichikawa                        | |  |
| 1957 | Poveri ma belli                                      | 1996 | Giovani e belli                                                       | Dino Risi                           | |  |
| 1960 | Crimen                                               | 1971 | Io non vedo, tu non parli, lui non sente                              | Mario Camerini                      | |  |
| 1964 | Danza Macabra                                        | 1971 | Nella stretta morsa del ragno                                         | Antonio Margheriti                  | Remake a colori dell'originale in bianco e nero. |  |
| 1966 | Francesco d'Assisi                                   | 1989 | Francesco                                                             | Liliana Cavani                      | Remake a colori dell'originale miniserie televisiva in bianco e nero. Da segnalare che nel 2014 la stessa regista dirige una nuova miniserie televisiva sempre sulla figura di Francesco d'Assisi. |  |
| 1972 | Quel gran pezzo dell'Ubalda tutta nuda e tutta calda | 1996 | Chiavi in mano                                                        | Mariano Laurenti                    | |  |
| 1975 | Peccati in famiglia                                  | 1981 | Porno sogni super bagnati                                             | Bruno Gaburro                       | Versione pornografica della precedente commedia sexy all'italiana. Nel remake il regista è accreditato come Caroline Joyce. |  |
| 1976 | Il messaggio                                         | 1976 | Al-risâlah                                                            | Moustapha Akkad                     | Versione araba del film, girata simultaneamente shot-for-shot a quella americana. |  |
| 1978 | Pop Lemon                                            | 1982 | L'ultima vergine americana                                            | Boaz Davidson                       | Il regista diresse un remake statunitense del film israeliano Pop Lemon. |  |
| 1979 | Nosferatu, il principe della notte                   | 1979 | Nosferatu, il principe della notte                                    | Werner Herzog                       | Versione tedesca e versione inglese dello stesso film. Le scene di dialogo non vennero doppiate dagli attori stessi né da altri doppiatori, bensì ognuna venne girata due volte nelle due lingue diverse, così le due versioni differiscono non solo nell'audio ma anche - leggermente - nella parte visiva.  |  |
| 1983 | L'ascensore                                          | 2001 | Down - Discesa infernale                                              | Dick Maas                           | |  |
| 1984 | Frankenweenie                                        | 2012 | Frankenweenie                                                         | Tim Burton                          | Remake in lungometraggio animato in Puppet animation dell'originale cortometraggio girato in live action, entrambe le versioni sono in bianco e nero. Il film è stato rifatto dallo stesso regista seguendo le sue idee originali ed ha aspettato di avere maggiore budget per rifarlo come lo aveva pensato. |  |
| 1986 | Due fuggitivi e mezzo                                | 1989 | In fuga per tre                                                       | Francis Veber                       | |  |
| 1988 | Il mistero della donna scomparsa                     | 1993 | The Vanishing - Scomparsa                                             | George Sluizer                      | |  |
| 1993 | I visitatori                                         | 2001 | L'ultimo guerriero                                                    | Jean-Marie Poiré                    | Remake americano del film francese. Stessi attori protagonisti. |  |
| 1994 | Il guardiano di notte                                | 1997 | Nightwatch - Il guardiano di notte                                    | Ole Bornedal                        | |  |
| 1997 | Funny Games                                          | 2007 | Funny Games                                                           | Michael Haneke                      | Remake hollywoodiano shot-for-shot dell'omonimo film austriaco. |  |
| 1999 | Bangkok Dangerous                                    | 2008 | Bangkok Dangerous - Il codice dell'assassino                          | fratelli Pang                       | Remake hollywoodiano del loro film di debutto. |  |
| 2000 | Ju-on: Rancore                                       | 2004 | The Grudge                                                            | Takashi Shimizu                     | Riadattamento di un film giapponese allo stile di vita americano. |  |
| 2005 | 13 Tzameti                                           | 2010 | 13 - Se perdi... muori                                                | Géla Babluani                       | |  |
| 2008 | Loft                                                 | 2014 | The Loft                                                              | Erik Van Looy                       | |  |
| 2014 | In ordine di sparizione (Kraftidioten)               | 2019 | Un uomo tranquillo (Cold Pursuit)                                     | Hans Petter Moland                  | |  |
| 2014 | Sleeping Giant                                       | 2015 | Sleeping Giant                                                        | Andrew Cividino                     | Il primo è un cortometraggio, il secondo un film; due attori del cast (Nick Serino e Reece Moffett) tornano ad interpretare i loro ruoli del cortometraggio però con personaggi dai nomi differenti |  |